# Squamish (British Columbia)
Squamish ist eine Stadt in der Provinz British Columbia im Westen von Kanada. Sie liegt am nördlichen Ende des Howe Sound am Sea-to-Sky Highway (British Columbia Highway 99) im Squamish-Lillooet Regional District.

## Name
Squamish ist der Name eines Indianerstammes, der in diesem Teil des südwestlichen British Columbia (einschließlich Nord- und West-Vancouver) vor dem Eintreffen der ersten Europäer lebte.

## Geschichte
Die Gemeinde entwickelte sich aus einer Ansiedlung um das im Jahr 1892 eröffnete Postamt und wuchs nach dem Bau einer Eisenbahnstrecke durch die Pacific Great Eastern Railway weiter an.
Die Gemeinde erhielt ihre kommunalen Selbstverwaltung (incorporated) erstmals am 18. Mai 1948 als Village Municipality. Eine weitere Zuerkennungen folgte dann am 15. Dezember 1964 als District Municipality.

## Demographie
Der Zensus im Jahre 2011 ergab für die Gemeinde eine Bevölkerungszahl von 17.158 Einwohnern. Die Bevölkerung der Stadt hatte dabei im Vergleich zum Zensus von 2006 um 14,8 % zugenommen, während die Bevölkerung in British Columbia gleichzeitig nur um 7,0 % anwuchs.

## Politik
Die amtierende Bürgermeisterin von Squamish ist seit der Wahl im Jahr 2018 Karen Elliott. Zusammen mit sechs weiteren Bürgern bildet sie den Rat der Stadt (council).
Für Provinzwahlen liegt Squamish im West Vancouver-Garibaldi Wahlbezirk. Parlamentsmitglied ist Joan McIntyre (British Columbia Liberal Party). Bundesweit ist Squamish Teil des Wahlbezirks West Vancouver—Sunshine Coast—Sea to Sky Country, vertreten durch Blair Wilson (unabhängig).

## Wirtschaft
Forstwirtschaft ist traditionell die Hauptindustrie dieser Gegend. Doch der Hauptarbeitgeber hat am 26. Januar 2006 den Betrieb geschlossen. Wegen der wesentlich niedrigeren Lebenshaltungskosten wurde das weniger als eine Autostunde entfernte Squamish in den letzten Jahren bei den Einwohnern von Vancouver sehr beliebt.
Das Durchschnittseinkommen (Median Income) der Beschäftigten aus Squamish lag im Jahr 2006 bei überdurchschnittlichen 30.326 C $, während es zur selben Zeit im Durchschnitt der gesamten Provinz British Columbia 24.867 C $ betrug.

## Bildung
Squamish gehört zu School District #48 – Sea to Sky. Die Stadt hat sechs Grundschulen (Elementary Schools): Brackendale, Garibaldi Highlands, Mamquam, Squamish Elementary, Stawamus Elementary und Valleycliffe Elementary und zwei Sekundarschulen (Secondary Schools): Howe Sound Secondary School und Don Ross Secondary School.
Die Capilano University, welche auch in Squamish einen Campus hat, bietet weitergehende Ausbildung wie Diplom-Programme und Universitäts-Transfer-Kurse. Die ebenfalls in Squamish ansässige Quest University, eröffnet im September 2007, ist Kanadas erste private non-profit Universität.

## Verkehr
In Nord-Süd-Richtung verläuft der Sea to Sky Highway (British Columbia Highway 99) durch das Stadtgebiet. Dieser ist die Hauptverbindung Richtung Süden nach Vancouver und Richtung Norden nach Whistler und Pemberton.
Etwa 9 Kilometer nördlich der kleinen Stadt befindet sich der örtliche Flugplatz (IATA-Flughafencode: YSE, ICAO-Code: CYSE, Transport Canada Identifier: –). Der Flugplatz verfügt nur über eine sehr kurze asphaltierte Start- und Landebahn von 732 Meter Länge.
Öffentlicher Personennahverkehr wird mit fünf Buslinien durch das „Squamish Transit System“ angeboten, welches von BC Transit in Kooperation betrieben wird. Im Sommer wird eine weitere Buslinie entlang dem Highway 99 Richtung Süden zum Stawamus Chief Provincial Park und zum Shannon Falls Provincial Park angeboten.

## Soziales und Kultur
Neben mehreren verschiedenen christlichen Glaubensrichtungen gibt es auch religiöse Einrichtungen der Bahai, der Sikh und der Mormonen. Squamish war bis 2008 auch die Heimat der Squamish Cougars in der WHA Junior West Hockey League.

## Sehenswürdigkeiten
Der Stawamus Chief, ein riesiges Granitmassiv, ist bei Bergsteigern sehr beliebt. Gut 300 Kletterrouten gibt es auf dem Chief; die Mehrzahl davon erfordert traditionelle Kletterausrüstung. Steile Wanderpfade führen zu den drei Gipfeln, die das Massiv bilden und eine schöne Aussicht auf den Howe Sound und die Coast Mountains bieten. Insgesamt bestehen zwischen Shannon Falls, Murrin Park, The Malamute und den Little Smoke Bluffs mehr als 1200 Kletterrouten.
Bei Mountain Bikern sehr bekannt ist der Test Of Metal, ein Cross Country Mountain Bike Rennen über 67 km das jährlich Ende Juni abgehalten wird.
Weitere Touristen-Attraktionen sind die Shannon Falls, Rafting auf dem Elaho und dem Squamish River, Windsurfen und Kitesurfen an der Mündung des Squamish River und Weißkopfseeadler-Beobachtung in der nahe gelegenen Gemeinde von Brackendale mit einer der größten Populationen von Weisskopfseeadlern in Nordamerika sowie der West Coast Railway Heritage Park.

## Sonstiges
In Squamish wurde der Film Insomnia – Schlaflos gedreht. Die Stadt bildete dabei die Kulisse für den Ort Nightmute in Alaska.
Squamish war außerdem Drehort für die fiktive Stadt Elmo aus der Fernsehserie Men in Trees mit Anne Heche in der Hauptrolle.
Darüber hinaus wurde in der Stadt die Free-Willy-Szene gedreht, in der Jason James Richter mit dem Fahrrad einen Hügel hinunter auf die Bucht (Howe Sound) zufährt.
Teile der Supernatural Episode "Wunschdenken" wurden außerdem hier gedreht.
Der Film Der Alpinist spielt teilweise in Squamish.

## Persönlichkeiten
- Miranda Miller (* 1990), Mountainbikerin
- Jackson Goldstone (* 2004), Mountainbiker